# あんず飴
あんず飴（あんずあめ）は、果物に割り箸を刺し、水飴をからめて氷上で冷やした菓子。東日本の縁日でよく見かけられる。

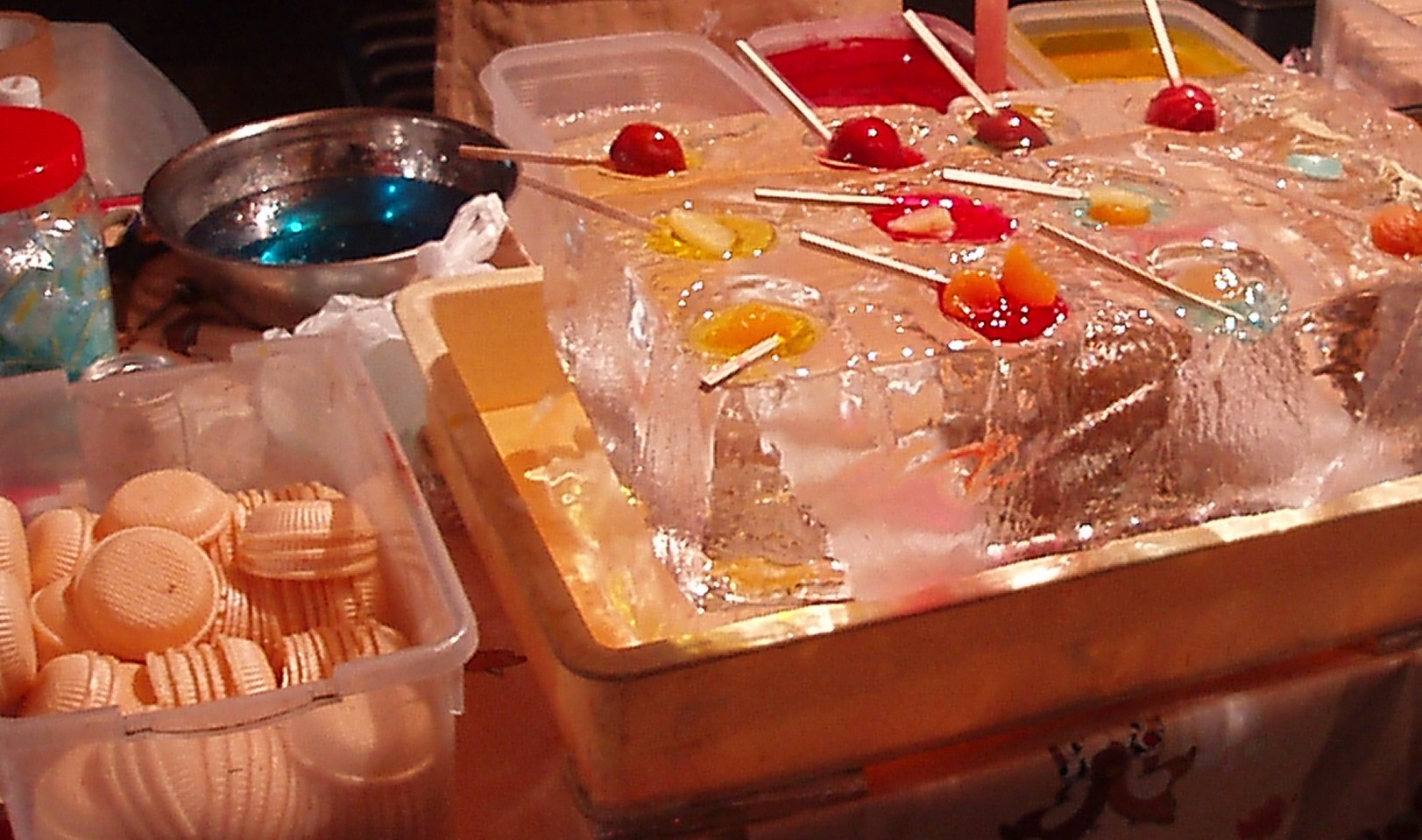
屋台のあんず飴

呼称は「あんず飴」であるが、現在はアンズではなくスモモの酢漬けを用いたものが一般的である。
水飴は気温によって固さがすぐ変化してしまうため、昔は固さの違う水あめを季節ごとに使い分けていた。
水飴がたれるのを防ぐため、最中の皮種と共に販売されることも多い。
現在ではミカン、パイナップル、イチゴ、ブドウやチョコレートに水飴をからめたものや、飴に色のついたメロン巻き（緑）・コーラ巻き（茶）と呼ばれるものなど多くの種類がある。
あんず飴は傷みやすく日持ちがしないため、比較的温暖な西日本ではりんご飴が一般的である。りんご飴の飴は砂糖水を煮詰めたものを固めて作った、一種のべっこう飴であり、中身の果物が違うだけでなく、別の食品である。
あんず飴専門店を一番初めに開業したのは東京都内にある「いふう堂」である。